# Antoine J. Aalders
Antoine Johannes (Antoine J.) Aalders (Amsterdam, 13 juli 1890 – Bussum, 19 februari 1955) was een Nederlands amateur-meteoroloog en pionier op het gebied van wolkenfotografie. Aalders droeg met zijn foto's in belangrijke mate bij aan de Internationale Wolkenatlas van 1956.

## Levensloop
Aalders werd geboren als zoon van Willem Antoine Aalders en Sophia Jeannette van Elden. Door een chronische aandoening werd hij in 1925 arbeidsongeschikt. Op advies van meteoroloog Ewoud van Everdingen richtte hij op het dak van zijn woning in Bussum een privé-observatorium in om wolken en bliksem te fotograferen.  
Aalders overleed op 19 februari 1955 in Bussum.

## Werk
Vanaf 1916 werkte Aalders als vrijwilliger voor het KNMI als waarnemer. Van 1917 tot 1955 vervaardigde Aalders ruim 10.000 wolkenfoto’s, aanvankelijk in zwart-wit en na 1945 hoofdzakelijk in kleur. Bij iedere foto registreerde hij nauwkeurig tijdstip, datum, windrichting, wolkenbeweging en weersgesteldheid waardoor zijn foto's zeer waardevol werden voor de meteorologie om relaties te leggen tussen weer en wolkenvormen. Zijn waarnemingen verschenen geregeld in het tijdschrift Hemel en Dampkring. Circa 6.000 negatieven plus logboeken werden in 1957 geschonken aan het Koninklijk Nederlands Meteorologisch Instituut. In 2016 werden de foto's geëxposeerd op de tentoonstelling A J Aalders – on earth bij De Appel in Amsterdam. In 2018 maakte zijn werk onderdeel uit van een tentoonstelling in het CAPC musée d'art contemporain de Bordeaux.
Voor zijn werk ontving hij in 1945 de J. van der Bilt-prijs voor zijn wetenschappelijke betekenis binnen de amateur-meteorologie.